# Belén de los Andaquies
Belén de los Andaquies è un comune della Colombia facente parte del dipartimento di Caquetá.
Il centro abitato venne fondato da Jacinto Maria de Quito nel 1917.